# Søanemone
Søanemoner er koraldyr indenfor ordnerne Actiniaria eller Zoanthidea. De fleste familier hører under ordnen Actiniaria.
Søanemonen er et marint dyr og har taget navn efter blomsten anemone på grund af dens udseende. Den har en række tentakler beklædt med nældeceller. I søanemonens midte finder man dens mund. Søanemonen fanger små dyr med tentaklerne. Dyrene lammes af giften fra nældecellerne. Herefter føres byttet til søanemonens mund og fortæres. Søanemonen sidder enkeltvis på sten eller andre strukturer. Ofte kan skibsvrag og sten være dækket af et tæppe af søanemonerne. 
Sønellike (Metridium senile) også kendt som almindelig søanemone, er som navnet antyder almindeligt udbredt i Danmark. Udover denne er der registreret mere end 20 arter i Danmark, f.eks. stor søanemone (Urticina felina, syn. Tealia felina).